# بایرام‌دوغون (اسکیل)
بایرام‌دوغون (به ترکی استانبولی: Bayramdüğün) یک منطقهٔ مسکونی در ترکیه است که در اسکیل واقع شده‌است.